# 始末の極意
『始末の極意』（しまつのごくい）は古典落語の演目。『しまつの極意』とも表記される。江戸落語・上方落語の両方で演じられる。別題（江戸落語）として『しわん坊』（しわんぼう）。「始末」には「倹約」の意味がある。
金遣いが荒い人物に対して倹約家が「始末（倹約）の極意を教える」と持ちかける内容。
原話は天保8年（1837年）の江戸小咄本『落噺仕立おろし』掲載の「しわん坊になる伝」。
本演目の落ち（サゲ）の部分を、倹約家を扱った演目である『しわい屋』に組み込んで演じることがある。また、『名人名演落語全集』 第5巻 (大正篇)の「演目解題」（執筆：山本進）の『二丁ろうそく』の箇所には、6代目三遊亭圓生の「『しわい屋』（吝問答）をこのサゲで演じる大阪の型が『始末の極意』である」という証言が（要約された形で）記載されている。

## あらすじ
倹約家が金遣いの荒い男に「節約する方法を教えてやろう」と持ちかける。倹約家は男に庭に出るように指示し、男は言われるままハシゴを松の木の枝にかけて登り、1本の枝に両手でつかまりぶら下がる。すると、倹約家は突然はしごをはずす。怖がる男に倹約家は、まず左手を枝から放すように命じる。男は次に右手の小指だけを枝から離させられ、その次に薬指も、さらに中指」も、と順に命じられ、残る人差し指と親指だけで枝をつかんでいる状態になってしまった。さらに指をはずせ、と言う倹約家に、男が「人差し指は、よう離しません」と叫ぶと、倹約家は男の右手と同じように人差し指と親指で丸を作って示し、
「これ、離さんのが極意じゃ」（人差し指と親指で丸を作るサインは、日本では金銭を示すボディーランゲージである）。

## バリエーション
登場人物の設定を「金遣いの荒い極道息子」と「預けられた寺の和尚」とする場合がある。